# Islandais
Pour les articles homonymes, voir Islandais (homonymie).
L'islandais (íslenska) est une langue germanique parlée principalement en Islande, dont elle est la langue officielle.
L'islandais fait partie de la branche occidentale des langues nord-germaniques, et possède à ce titre des similarités avec le féroïen. Elle est issue, comme les autres langues scandinaves, du vieux norrois.

## Histoire
Elle a pour racine historique le norrois, qui était pratiqué depuis le Moyen Âge dans les pays scandinaves (Suède, Danemark, Norvège et Islande). L'isolement de l'Islande et son importante tradition écrite ont permis une conservation exceptionnelle de la langue originelle, non seulement dans sa version écrite, mais également dans sa version orale.
L'occupation danoise de l'Islande de 1380 à 1918 n'a eu quasiment aucune influence sur l'évolution linguistique de l'islandais, qui resta employé pour le quotidien de la population. Le danois ne fut employé que pour les communications officielles. Il en fut de même lors de l'occupation anglo-américaine qui débuta en 1940 et s'amenuisa après les années 1950.
Depuis le XVIIIe siècle, les autorités islandaises appliquent une politique volontariste pour préserver la « pureté » de la langue. À la suite de cette politique, des écrivains et des terminologues sont chargés de créer de nouveaux mots afin d'adapter la langue islandaise à l'évolution des usages et aux nouveaux concepts et de lui éviter ainsi le recours à des néologismes empruntés à des langues étrangères, notamment au danois et à l'anglais. D'anciens mots tombés en désuétude sont remis au goût du jour, et des néologismes sont créés à partir des racines de la langue.
L'islandais devient langue officielle en Islande par la loi du 7 juin 2011. Avant cela, la Constitution islandaise ne mentionnait pas de langue officielle.

## Écriture
L'islandais comporte deux caractères et deux phonèmes inconnus de la langue française :
- Ð, ð (eð, eth) équivaut au th anglais dans the /ð/ ; sa translittération conventionnelle en français est dh ;
- Þ, þ (nommée þorn, thorn) équivaut au th anglais dans thing /θ/ ; sa translittération conventionnelle en français est th.

Nota bene : Alors que ces deux phonèmes sont pleinement constrictifs en anglais, ils ne sont que semi-constrictifs en islandais ; c’est-à-dire que le resserrement des organes phonatoires se trouve à mi-chemin entre les constrictives et les spirantes (ou approximantes).

### Alphabet
Les diacritiques islandais sont considérés comme des lettres à part entière ; l'alphabet ordonné est :
A a, Á á, B b, D d, Ð ð, E e, É é, F f, G g, H h, I i, Í í, J j, K k, L l, M m, N n, O o, Ó ó, P p, R r, S s, T t, U u, Ú ú, V v, X x, Y y, Ý ý, Þ þ, Æ æ, Ö ö
Les lettres C Q et W ne sont utilisées que pour les mots d’origine étrangère et les noms propres. Z a été remplacé par S en 1974.

## Prononciation

### Voyelles et diphtongues
| Graphème  | Position dans le mot | Transcription en API | Prononciation approximative par rapport au français      | Exemples    |
| --------- | -------------------- | -------------------- | -------------------------------------------------------- | ----------- |
| a         | Avant ng ou nk       | [au̯]                 | ao                                                       | svangur     |
| a         | Autrement            | [a]                  | a                                                        | taska, kaka |
| á         | á                    | [au̯]                 | ao                                                       | fár         |
| au        | au                   | [œɥ]                 | eu- u                                                    | auga        |
| e         | Avant ng ou nk       | [ɛi̯]                 | eï                                                       | drengur     |
| e         | Autrement            | [ɛ]                  | è                                                        | drekka      |
| é         | é                    | [jɛ]                 | yè                                                       | ég          |
| ei, ey    | ei, ey               | [ɛi̯]                 | Se prononce comme le eil de pareil                       | skeið       |
| i, y      | Avant ng ou nk       | [ɪ]                  | Entre le é et le i                                       | sin, yfir   |
| i, y      | Autrement            | [i]                  | i                                                        | þingi       |
| í, ý      | í, ý                 | [i]                  | i                                                        | íslenska    |
| o (long)  | o (long)             | [oɔ̯]                 | Se prononce comme un o qui s'ouvre légèrement sur la fin | lofa        |
| o (court) | o (court)            | [ɔ]                  | o ouvert (comme dans sort)                               | dolla       |
| ó         | ó                    | [ou̯]                 | Se prononce comme un o suivi d'un léger ou               | rós         |
| u         | Avant ng ou nk       | [u]                  | ou                                                       | munkur      |
| u         | Autrement            | [ʏ]                  | Se prononce comme un son entre le eu et le u français    | hundur      |
| ú         | ú                    | [u]                  | ou                                                       | þú          |
| æ         | æ                    | [äi̯]                 | aï                                                       | næsta       |
| ö         | ö                    | [œ]                  | eu de beurre                                             | fjöllin     |

### Consonnes et combinaisons de consonnes
| Graphème | Position dans le mot                                                                        | Transcription en API | Prononciation approximative par rapport au français                          | Exemples                                                                            |
| -------- | ------------------------------------------------------------------------------------------- | -------------------- | ---------------------------------------------------------------------------- | ----------------------------------------------------------------------------------- |
| b        | Entre m et d g, t, ou s                                                                     | muet                 | muet                                                                         | kembt                                                                               |
| b        | Autrement                                                                                   | [b̥]                  | b tirant légèrement vers le p                                                | bær                                                                                 |
| d        | Entre l ou n et g, k, l, n, s                                                               | muet                 | muet                                                                         | lands                                                                               |
| d        | Autrement                                                                                   | [d̥]                  | d tirant légèrement vers le t                                                | dalur                                                                               |
| ð        | Entre g et s                                                                                | muet                 | muet                                                                         | bragðs                                                                              |
| ð        | Entre deux voyelles, Entre une voyelle et une consonne sonore, En fin de mot                | [ð]                  | th anglais de the                                                            | bað                                                                                 |
| ð        | Avant une consonne sourde                                                                   | [θ]                  | th anglais de thing                                                          | maðkur                                                                              |
| f        | Entre ó et une voyelle                                                                      | muet                 | muet                                                                         | prófa                                                                               |
| f        | Au début du mot Avant une consonne sourde                                                   | [f]                  | f                                                                            | fundur                                                                              |
| f        | Avant l ou n                                                                                | [p]                  | p                                                                            | Keflavík                                                                            |
| f        | Autrement                                                                                   | [v]                  | v                                                                            | lofa, horfa                                                                         |
| ff       | ff                                                                                          | [f]                  |                                                                              |                                                                                     |
| fn       | Avant d ou t                                                                                | [m]                  | m                                                                            | hefnd, nefnt                                                                        |
| fn       | Sinon                                                                                       | [pn]                 | pn                                                                           | nafn                                                                                |
| g        | Première lettre du mot devant e, i, í, j, y, ý, æ, ei, ey Entre une voyelle et un i ou un j | [ɟ̥]                  | Entre le ti de tien et le di de dieu                                         | geta, segja                                                                         |
| g        | Entre une voyelle et a, ð, u, l ou r En fin de mot Devant un t ou un s                      | [ɣ̥]                  | Entre le son de la jota espagnole ou du ch allemand de Buch et le r français | fluga, lag, dragt                                                                   |
| g        | Autrement                                                                                   | [g̥]                  | g tirant légèrement vers le k                                                | glápa, logn                                                                         |
| gj       | gj                                                                                          | [ɟ̥]                  | Entre le ti de tien et le di de dieu                                         | gjalda                                                                              |
| gg       | gg                                                                                          | [g̥]                  | g tirant légèrement vers le k                                                | duggönd, egg                                                                        |
| h        | Devant v                                                                                    | [kʰ]                 | k suivi d'une légère aspiration                                              | hval                                                                                |
| h        | Autrement                                                                                   | [h]                  | h fortement aspiré                                                           | huga                                                                                |
| hj       | hj                                                                                          | [ç]                  | Son du ch allemand de möchten                                                | hjá                                                                                 |
| j        | j                                                                                           | [j]                  | y                                                                            | já                                                                                  |
| k        | En début de mot, devant e, i, í, y, ý, æ, ei ou ey                                          | [cʰ]                 | Proche du ti de tiens suivi d'une légère aspiration                          | keyra                                                                               |
| k        | Devant t                                                                                    | [x]                  | Son de la jota espagnole ou du ch allemand de Buch                           | október                                                                             |
| k        | Autrement                                                                                   | [kʰ]                 | k suivi d'une légère aspiration                                              | kaus                                                                                |
| kj       | kj                                                                                          | [cʰ]                 | Proche du ti de tiens suivi d'une légère aspiration                          | kjöt, pykja                                                                         |
| kk       | kk                                                                                          | [ʰk]                 | hk (aspiration avant le k)                                                   | þakka                                                                               |
| l        | l                                                                                           | [l]                  | l                                                                            | lás                                                                                 |
| ll       | ll                                                                                          | [tl]                 | tl                                                                           | bolli, fjöllin (Les exceptions sont nombreuses, notamment dans les mots d'emprunts) |
| m        | m                                                                                           | [m]                  | m                                                                            | mamma                                                                               |
| n        | n                                                                                           | [n]                  | n                                                                            | nafn                                                                                |
| nn       | Après une syllabe accentuée ou une diphtongue                                               | [tn̥]                 | tn                                                                           | steinn                                                                              |
| nn       | Autrement                                                                                   | [nː]                 | nn                                                                           | finna                                                                               |
| p        | Avant k, s, ou t                                                                            | [f]                  | f                                                                            | september                                                                           |
| p        | Autrement                                                                                   | [pʰ]                 | ph (aspiration après le p)                                                   | par, spara                                                                          |
| pp       | pp                                                                                          | [ʰp]                 | hp (aspiration avant le p)                                                   | stoppa                                                                              |
| r        | r                                                                                           | [r]                  | r                                                                            | svartur, læra                                                                       |
| rl       | rl                                                                                          | [rtl̥]                | rtl                                                                          | karlmaður                                                                           |
| rn, rðn  | rn, rðn                                                                                     | [rtn̥]                | rtn                                                                          | þorn                                                                                |
| s        | s                                                                                           | [s]                  | s                                                                            | sósa                                                                                |
| sl       | sl                                                                                          | [stl̥]                | stl                                                                          | rusl                                                                                |
| sn       | sn                                                                                          | [stn̥]                | stn                                                                          | bysna                                                                               |
| t        | t                                                                                           | [tʰ]                 | th (aspiration après le t)                                                   | taka, stela                                                                         |
| tt       | tt                                                                                          | [ʰt]                 | ht (aspiration avant le t)                                                   | detta                                                                               |
| v        | v                                                                                           | [v]                  | v                                                                            | vera                                                                                |
| x        | x                                                                                           | [xs]                 | Son de la jota espagnole suivi de s                                          | lax                                                                                 |
| þ        | þ                                                                                           | [θ]                  | th anglais de thing                                                          | þú                                                                                  |

## Tableau des phonèmes existants
|               | Labiales  | Labiales | Dentales  | Dentales | Alvéolaires | Alvéolaires | Palatales | Palatales | Vélaires  | Vélaires | Glottale Pharyngale | Glottale Pharyngale |
| Sonorité      | -         | +        | -         | +        | -           | +           | -         | +         | -         | +        | -                   | +                   |
| Nasales       | [m̥]       | [m]      |           |          | [n̥]         | [n]         | [ɲ̊]       | [ɲ]       | [ŋ̊]       | [ŋ]      |                     |                     |
| Occlusives    | [p], [ph] |          | [t], [th] |          |             |             | {c, ch}   |           | [k], [kh] |          | {ʔ}                 | {ʔ}                 |
| Constrictives | [f]       | [v]      |           |          | [θ]         | [ð]         | [s]       |           | {ç}       |          | [x]                 | [ɣ]                 |
| Approximantes |           |          |           |          |             |             |           | [j]       |           |          | [h]                 |                     |
| Latérale      |           |          |           |          |             | [l]         |           |           |           |          |                     |                     |
| Vibrantes     |           |          |           |          |             | [ɾ], {r}    |           |           |           |          |                     |                     |

 Note:

Les symboles entre { } ne sont pas des phonèmes mais des variantes combinatoires (ou taxophones) d’autres phonèmes.

## Grammaire
L'islandais est une langue flexionnelle ayant quatre cas : nominatif, accusatif, datif et génitif. Les noms islandais peuvent avoir un des trois genres grammaticaux : masculin, féminin ou neutre. Les adjectifs, les chiffres jusqu'à quatre et les pronoms sont déclinés aux quatre cas, aux deux nombres et aux trois genres.
La principale difficulté de l'islandais réside dans le fait que certaines voyelles sont affectées par leur entourage lors des déclinaisons et des conjugaisons. Il existe également un certain nombre de mots à déclinaisons irrégulières (on dénombre plus de 70 paradigmes différents) et un mot ne laisse souvent deviner ni son genre ni le paradigme auquel il appartient.
Exemple de déclinaison masculine régulière : hundur (chien)
| Cas       | Singulier indéfini | Singulier défini | Pluriel indéfini | Pluriel défini |
| --------- | ------------------ | ---------------- | ---------------- | -------------- |
| Nominatif | hundur             | hundurinn        | hundar           | hundarnir      |
| Accusatif | hund               | hundinn          | hunda            | hundana        |
| Datif     | hundi              | hundinum         | hundum           | hundunum       |
| Génitif   | hunds              | hundsins         | hunda            | hundanna       |

Exemple de déclinaison féminine régulière : vél (machine)
| Cas       | Singulier indéfini | Singulier défini | Pluriel indéfini | Pluriel défini |
| --------- | ------------------ | ---------------- | ---------------- | -------------- |
| Nominatif | vél                | vélin            | vélar            | vélarnar       |
| Accusatif | vél                | vélina           | vélar            | vélarnar       |
| Datif     | vél                | vélinni          | vélum            | vélunum        |
| Génitif   | vélar              | vélarinnar       | véla             | vélanna        |

Exemple de déclinaison neutre régulière : borð (table)
| Cas       | Singulier indéfini | Singulier défini | Pluriel indéfini | Pluriel défini |
| --------- | ------------------ | ---------------- | ---------------- | -------------- |
| Nominatif | borð               | borðið           | borð             | borðin         |
| Accusatif | borð               | borðið           | borð             | borðin         |
| Datif     | borði              | borðinu          | borðum           | borðunum       |
| Génitif   | borðs              | borðsins         | borða            | borðanna       |

Les verbes sont conjugués aux trois personnes du singulier et du pluriel. Le système verbal possède deux modes : le mode indicatif et le mode subjonctif avec pour chacun le présent et le prétérit. Il existe aussi un impératif, un participe présent et un participe passé. Le système verbal se caractérise par une voix active et une voix médio-passive.
Exemple de conjugaison active régulière : að kalla (appeler)
| Personne                        | Indicatif présent      | Indicatif passé          | Subjonctif présent     | Subjonctif passé         |
| ------------------------------- | ---------------------- | ------------------------ | ---------------------- | ------------------------ |
| Première personne du singulier  | ég kalla               | ég kallaði               | ég kalli               | ég kallaði               |
| Deuxième personne du singulier  | þú kallar              | þú kallaðir              | þú kallir              | þú kallaðir              |
| Troisième personne du singulier | hann / hún /það kallar | hann / hún / það kallaði | hann / hún / það kalli | hann / hún / það kallaði |
| Première personne pluriel       | við köllum             | við kölluðum             | við köllum             | við kölluðum             |
| Deuxième personne pluriel       | þið kallið             | þið kölluðuð             | þið kallið             | þið kölluðuð             |
| Troisième personne pluriel      | þeir / þær / þau kalla | þeir / þær / þau kölluðu | þeir / þær / þau kalli | þeir / þær / þau kölluðu |

## Lexique
En raison de la faible population et de l'insularité de l'Islande, la langue islandaise n'a pas subi de grands changements en mille ans.
| Mot                    | Traduction     | Prononciation API | Suédois     | Néerlandais  | Allemand     | Anglais        |
| ---------------------- | -------------- | ----------------- | ----------- | ------------ | ------------ | -------------- |
| terre                  | jörð           | jœrð              | jord        | aarde        | Erde         | earth          |
| ciel                   | himinn         | 'hi:mɪn:          | himmel      | hemel        | Himmel       | heaven         |
| eau                    | vatn           | vaʰtn̥             | vatten      | water        | Wasser       | water          |
| feu                    | eldur          | 'ɛltʏr            | eld         | vuur         | Feuer        | fire           |
| homme                  | maður          | 'maðʏr            | man         | man          | Mann         | man            |
| femme                  | kona           | 'kʰɔna            | kvinna      | vrouw        | Frau         | woman          |
| manger                 | borða          | 'porða            | äta         | eten         | essen        | eat            |
| boire                  | drekka         | 'trɛʰka           | dricka      | drinken      | trinken      | drink          |
| grand                  | stór           | stou̯r             | stor        | groot        | groß         | big            |
| petit                  | lítill         | 'li:tɪtl          | liten       | smal / klein | klein        | small / little |
| nuit                   | nótt           | nou̯ʰt             | natt        | nacht        | Nacht        | night          |
| jour                   | dagur          | 'ta:ɣʏr           | dag         | dag          | Tag          | day            |
| père                   | faðir          | 'fa:ðɪr           | far         | vader        | Vater        | father         |
| mère                   | móðir          | 'mou̯ðɪr           | mor / moder | moeder       | Mutter       | mother         |
| fils                   | sonur          | 'sɔ:nʏr           | son         | zoon         | Sohn         | son            |
| fille (descendante)    | dóttir         | 'tou̯ʰtɪr          | dotter      | dochter      | Tochter      | daughter       |
| frère                  | bróðir         | 'prou̯ðɪr          | broder      | broer        | Bruder       | brother        |
| sœur                   | systir         | 'sɪstɪr           | syster      | zuster       | Schwester    | sister         |
| oui                    | já             | jau̯               | ja          | ja           | ja           | yes            |
| non                    | nei            | nɛi̯               | nej         | nee          | nein         | no             |
| zéro (0)               | núll           | nu:tl             | noll        | nul          | null         | zero           |
| un (1)                 | einn           | ɛi̯dn              | en          | een          | eins         | one            |
| deux (2)               | tveir          | tvɛi̯r             | två         | twee         | zwei         | two            |
| trois (3)              | þrír           | θri:r             | tre         | drie         | drei         | three          |
| quatre (4)             | fjórir         | 'fjou̯rir          | fyra        | vier         | vier         | four           |
| cinq (5)               | fimm           | fɪm:              | fem         | vijf         | fünf         | five           |
| six (6)                | sex            | sɛks              | sex         | zes          | sechs        | six            |
| sept (7)               | sjö            | sjœ               | sju         | zeven        | sieben       | seven          |
| huit (8)               | átta           | 'au̯ʰta            | åtta        | acht         | acht         | eight          |
| neuf (9)               | níu            | 'ni:jʏ            | nio         | negen        | neun         | nine           |
| dix (10)               | tíu            | 'ti:jʏ            | tio         | tien         | zehn         | ten            |
| sang (fluide corporel) | blóð           | plou̯ð             | blod        | bloed        | Blut         | blood          |
| pain (aliment)         | brauð          | prøy̯ð             | bröd        | brood        | Brot         | bread          |
| or (métal)             | gull           | kʏtl              | guld        | goud         | Gold         | gold           |
| encyclopédie           | alfræðiorðabók | 'alfrai̯ðɪorðapou̯k | uppslagsbok | encyclopedie | Enzyklopädie | encyclopedia   |

### Purisme linguistique
L'islandais contient peu de mots d'emprunts comparé aux autres langues européennes, le résultat d'une tradition de forger les nouveaux termes techniques, savants, sociaux, commerciaux ou culturels à partir de ses propres racines et formes. Ce mouvement officiel et populaire, qui remonte au XVIIIe et XIXe siècles et continue aujourd'hui, ciblait d'abord les emprunts danois et plus récemment anglais.
| Français               | Islandais  | Sens littéral ou éclaircissement                                                           |
| ---------------------- | ---------- | ------------------------------------------------------------------------------------------ |
| satellite              | gervitungl | « lune artificielle »                                                                      |
| téléphone              | sími       | Recyclage d'un mot ancien tombé en désuétude ayant le sens de « ficelle », « fil ».        |
| météorologie           | veðurfræði | Mot composé de « temps » et « savoir ».                                                    |
| SIDA                   | eyðni      | Dérivé du verbe að eyða détruire, évoque l'anglais AIDS.                                   |
| technique, technologie | tækni      | À base du mot tæki (« outil »), choisi pour sa ressemblance (son et sens) au mot étranger. |
| ordinateur             | tölva      | « prophétesse numérique », mot-valise de tala « chiffre » et völva « prophétesse ».        |
| brocoli                | spergilkál | « asperge » + plante de la famille des Brassicacées.                                       |

### Emprunts par le français
Les mots français eider, édredon, geyser et saga sont d'origine islandaise. 
- eider « oiseau de grande taille recherché pour son duvet utilisé pour garnir des édredons » par l'intermédiaire du latin scientifique, cf. æðarfugl.
- édredon par le danois Duvet (plumage). Édredon est issu de æðardúnn qui signifie « duvet de l'eider ». Le mot duvet lui-même est une altération du mot normand dumet, diminutif du normand dun / dum « plumes d'oisillons, duvet d'oiseau » issu du vieux norrois dúnn, tout comme l'islandais dúnn « duvet »,
- geyser procède de l'islandais Geysir, nom propre signifiant « celui qui jaillit » (de gjósa « jaillir »).

D'autres mots du champ lexical scientifique relatif à la géologie et aux glaciers proviennent aussi de l'islandais, comme sandur.